# Insalata di pasta
L'insalata di pasta, o pasta fredda, è un piatto freddo a base di pasta tipicamente estivo, costituito da pasta e altri diversi ingredienti mescolati insieme e condito in maniera variabile.

## Preparazione
La pasta utilizzata può essere di diversi formati, in genere prediligendo quelli corti (penne, fusilli, radiatori ecc...). Può anche venire utilizzata pasta integrale. A fine cottura viene in genere sciacquata in abbondante acqua fredda in modo che smetta di cuocere e che venga eliminato l'amido e i pezzi di pasta non si attacchino tra loro.
Un consiglio che a volte viene dato è quello di preparare almeno parte del condimento prima della cottura, in modo da essere pronti ad aggiungerlo alla pasta una volta pronta e fare così in modo che l'aggiunta tempestiva di olio e di condimento contribuisca a tenere ben separati i pezzi di pasta. Tra i molti ingredienti dell'insalata ricorrono spesso pomodorini o altre verdure tagliate a dadini, gamberetti, capperi, dadini di prosciutto o di altri salumi e formaggi di vari tipi, in genere anch'essi tagliati a dadini in modo che possano mescolarsi bene con la pasta.
Esistono alcune ricette tradizionali di insalata di pasta. Un esempio è la pasta alla crudaiola  pugliese, realizzata con orecchiette, pomodori, ricotta salata, basilico, aglio, olio d'oliva mescolati a crudo.

## Utilizzo

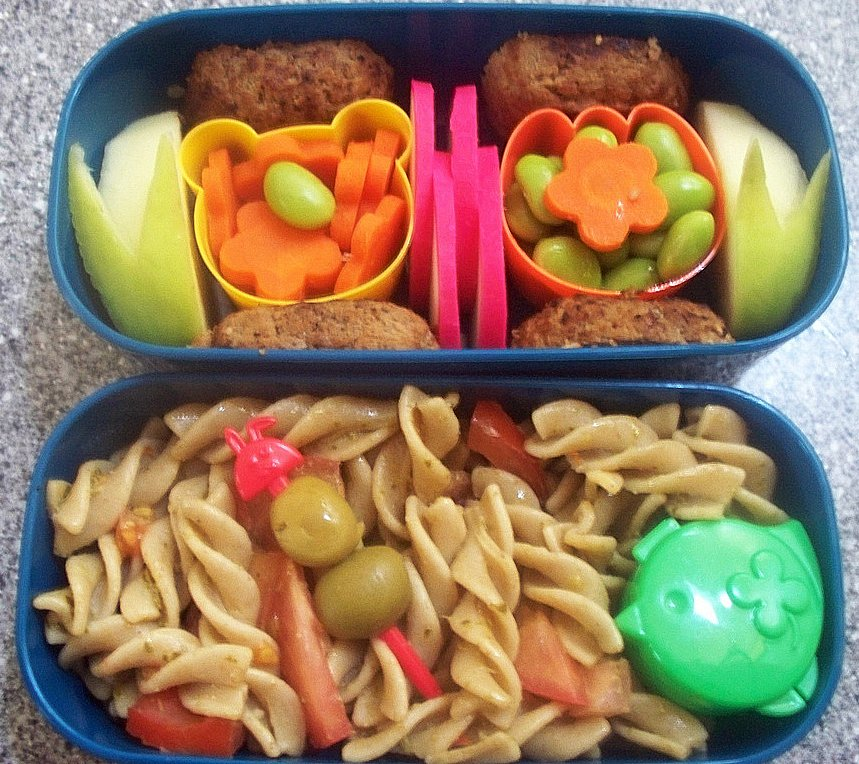
Insalata di pasta per il consumo fuori casa in un bentō (Giappone)

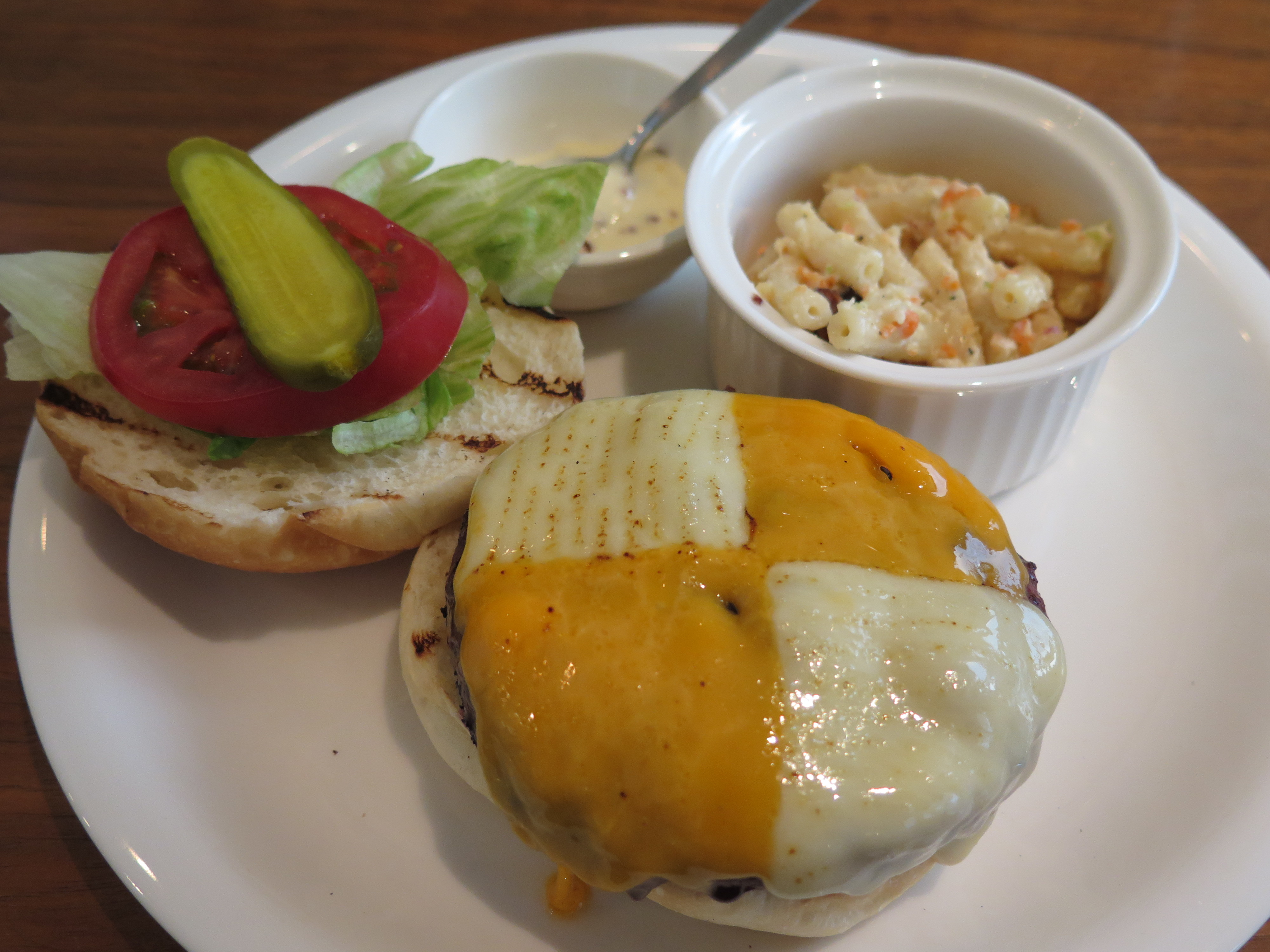
Ciotola di insalata di pasta come accompagnamento di un cheeseburger

L'insalata di pasta viene spesso consumata a casa come primo piatto o può anche accompagnare l'aperitivo. Ma, dato che si consuma fredda e si mantiene gradevole anche dopo ore dalla preparazione, è anche adatta a essere mangiata fuori casa, in un picnic o al lavoro o a scuola durante la pausa pranzo.